# Аполлов, Борис Александрович
Борис Александрович Апо́ллов (1889—1969) — советский гидролог, доктор технических наук (1941).

## Биография
Родился в Санкт-Петербурге 12 июня 1889 года[по какому календарю?].
Учился в Санкт-Петербургской духовной семинарии, из которой в 1906 году был исключён за революционные настроения. Образование продолжил за границей, сначала в Германии, затем в Бельгии (в Льежском университете). По возвращении в Россию в 1915 году поступил на инженерно-строительный факультет Императорского Петроградского политехнического института. Во время обучения принимал участие в экспедиции по изучению проблем обводнения Средней Азии, затем участвовал в изысканиях в устьях крупных рек с целью улучшения условий судоходства и решения других водохозяйственных задач.
В 1920 году окончил Политехнический институт и уехал на Кавказ. Был заместителем, а затем начальником Управления портовых изысканий Закавказья, был членом Водного Совета ЗСФСР. Участвовал в экспедиционных исследованиях дельты Волги, устьевых областей Урала, Куры, Сулака, Риони, районов Апшеронского полуострова и Мангышлака, а также открытой части Каспийского моря. В этот период начал преподавать в Тифлисском политехническом институте.
С 1930 года[уточнить] научная и педагогическая работа Б. А. Аполлова проходила в Москве — возглавлял отдел Каспийского моря Института океанологии АН СССР, работал в Главном управлении Гидрометеослужбы, заведовал кафедрой гидрологии в Мосрыбвтузе. С 1935 года — профессор Московского гидрометеорологического института, с 1944 года — географического факультета МГУ.
Занимался исследованием Каспийского моря, разработал проект регулирования его уровня путём создания дамбы, отделяющей северный Каспий от его основной части; заложил учение об устьях рек. Аполлов стал одним из основоположников научных гидрометрических прогнозов. Предложил ряд гидрометрических приборов (щуп Аполлова для взятия проб донных отложений, ванночка Аполлова для измерения расхода влекомых наносов, фракциометр Аполлова, безлопастная вертушка для измерения скорости течения).
Умер 26 ноября 1969 года в Москве. Похоронен на Новодевичьем кладбище.